# MKS Nowe Miasteczko
MKS Nowe Miasteczko – polski klub piłkarski z siedzibą w Nowym Miasteczku, powstały w 1949 roku. Obecnie występuje w rozgrywkach klasy okręgowej.

## Historia klubu
Klub został założony w 1949 roku. Wielokrotnie w historii zmieniano nazwę klubu. Początkowo występował pod nazwą „Unia”, potem zmieniono nazwę na „Sparta”, następnie na „Górnik”. W latach 1954–1964 klub występował jako „Pogoń”, następnie zmieniono nazwę na KS „Meblarz”. Największe sukcesy drużyny przypadły na lata 1989–1992, kiedy to wywalczono awans do Ligi Międzyokręgowej, a następnie do III ligi. Spadek z III ligi (po roku) zakończył się na A-klasie. Nazwę zmieniono na Miejsko-Gminny Ludowy Klub Sportowy, a następnie na Miejski Klub Sportowy. Z A-klasy zespół awansował do „okręgówki”.
W przerwie zimowej w 2004 roku doszło do nieformalnej fuzji klubu z klubem Czarnych Jelenin, grającym w IV lidze. Zawodnicy MKS wsparli ten klub swoją grą, w zamian mecze rozgrywane były na stadionie w Nowym Miasteczku pod roboczą nazwą MKS „Czarni” Jelenin/Nowe Miasteczko. Z siódmego miejsca, jakie po rundzie jesiennej zajmował klub z Jelenina, spadł na miejsce 15. - barażowe.
W barażowym meczu z drużyną Odry Górzyca klub dwukrotnie poniósł porażkę, spadając po półrocznej przygodzie w IV lidze do klasy okręgowej. Na skutek wycofania się z III ligi klubu Włókniarz Kietrz i utrzymania się w niej Polonii Słubice w lidze IV znalazło się miejsce dla zawodników MKS. Po formalnym przejęciu przez klub IV-ligowej sekcji piłki nożnej klubu z Jelenina, w kolejnych sezonach Nowe Miasteczko grało w IV lidze pod własnym szyldem, jako MKS „Roana” Nowe Miasteczko.
Sezon 2007/2008 klub zakończył go na ostatnim, 16. miejscu tabeli, z dorobkiem 16 punktów, co skutkowało spadkiem do klasy okręgowej. W sezonie 2010/2011 MKS zakończył sezon w klasie A na 14. miejscu i spadł do klasy B, grupa Nowa Sól. W grupie tej zespół spędził tylko jeden sezon, zajmując 2. miejsce i awansując do klasy A, gr. Zielona Góra II. Kolejne 2 sezony to ponowny spadek (15. miejsce w sezonie 2012/2013) i awans (1. miejsce w sezonie 2013/2014). Od sezonu 2014/2015 zespół występował w klasie A, gr. Zielona Góra III. W sezonie 2023/2024 zdobył mistrzostwo Klasy A z dorobkiem 22 zwycięstw, 3 porażek i jednego remisu. Od sezonu 2024/2025 MKS Nowe Miasteczko występuje w zielonogórskiej klasie okręgowej. 
Wychowankiem klubu jest Dariusz Kubicki – wielokrotny reprezentant Polski, obecnie trener.

## Sukcesy
- 1991/1992 – III liga, grupa: wrocławska – 12. miejsce

## Stadion
MKS mecze rozgrywa na Stadionie XXX-Lecia w Nowym Miasteczku. Dane techniczne obiektu:
- pojemność: 9000 miejsc (2500 siedzących)
- oświetlenie: brak
- wymiary boiska: 105 m × 68 m